# Violsnäcka
Violsnäcka (Glaucus atlanticus) är en havslevande art av pelagiska nakensnäckor i familjen Glaucidae. Det är den enda arten i släktet Glaucus men är nära släkt med Glaucilla marginata, en annan medlem i familjen Glaucidae.

## Utseende
Violsnäckan mäter vanligtvis mellan 5 och 8 cm, men den största funna exemplaret mätte 40 cm. Den har fingerliknande "fjädrar" som sticker ut från kroppen. Den är intrikat mönstrad med silvergrå skimrande rygg (som egentligen är dess fot), och mörk- respektive ljusblåmönstrad mage.

## Utbredning och habitat
Nakensnäckor lever pelagiskt och finns runtom i världens hav, i tempererade och tropiska vatten. Violsnäckan förekommer bland annat utmed östra och södra kusterna av Sydafrika, i europeiska vatten, utmed östkusten av Australien och Moçambique. Violsnäckan flyter upp och ned vid vattenytan.

## Ekologi

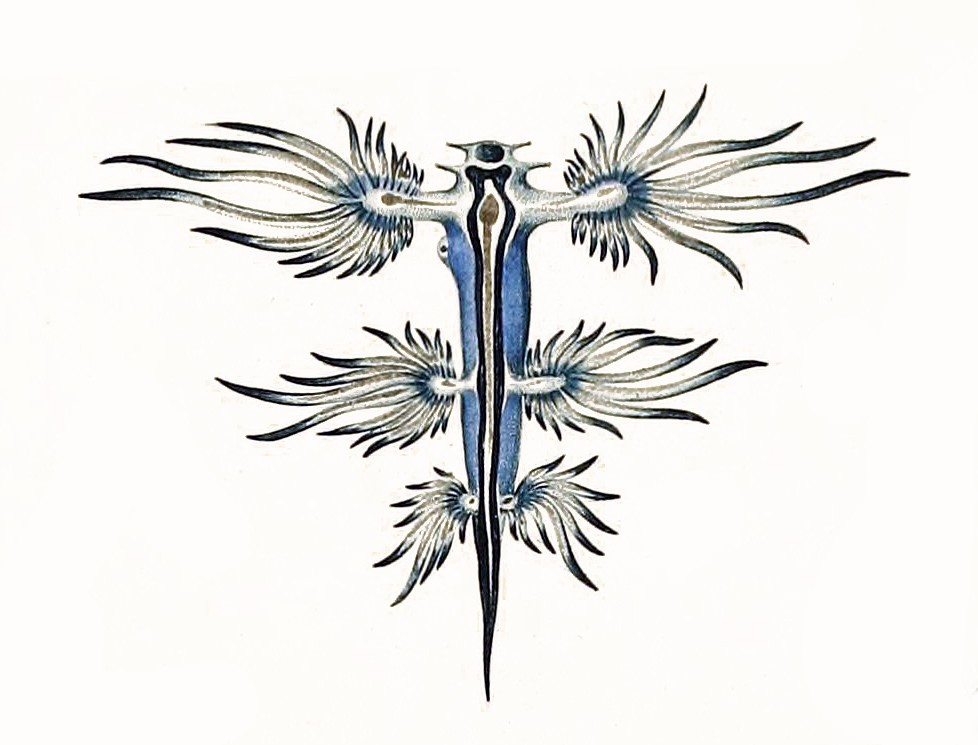
Skiss över djuret.

Violsnäckan lever på andra stora pelagiska organismer, som giftiga blåsmaneter och bidevindseglare. De kan även kannibalisera på andra individer.
Violsnäckan kan äta den giftiga blåsmaneten då de är immuna mot de giftiga nässelcellerna. Den äter hela organismen, och bevarar de giftiga cellerna för eget bruk, i spetsen på sina fingerlika "fjädrar" som sticker ut från kroppen. Violsnäckan sparar giftet under en längre period innan det används, och den har därför en betydligt effektiv giftighet.
Med hjälp av en gasfylld säck i magen, flyter violsnäckan på havsytan, och på grund av säckens placering flyter den upp-och-ned. De kontrasterande färgerna på violsnäckans rygg och mage är ett exempel på motskuggning, när färgerna gör att snäckan smälter in med bakgrunden både nerifrån (ljust) och uppifrån (mörkt).
Liksom de flesta havssnäckorna, är violsnäckan hermafrodit, då den har både hanliga och honliga könsorgan. Till skillnad från många arter av nakensnäckor, som parar sig med sidorna mot varandra, parar sig violsnäckor med magsidorna mot varandra. Efter parningen producerar bägge partner ägg.